# Podarge ocellé
Podargus ocellatus
Espèce
Statut de conservation UICN

 LC  : Préoccupation mineure
Le Podarge ocellé (Podargus ocellatus) est une espèce d'oiseaux de la famille des Podargidae.

## Répartition et sous-espèces
Selon la classification de référence du Congrès ornithologique international (15.1, 2025) il se répartit en cinq sous-espèces (ordre phylogénique) :
- P. o. ocellatus Quoy & Gaimard, 1832 — Nouvelle-Guinée ;
- P. o. marmoratus Gould, 1855 — nord-est de la péninsule du cap York ;
- P. o. plumiferus Gould, 1846 — sud-est du Queensland et nord-est de NSW ;
- P. o. inermedius Hartert, 1895 — îles Trobriand et d'Entrecasteaux ;
- P. o. meeki Hartert, 1898 — Tagula.